# دوري كرة القدم الغربي 1991–92
دوري كرة القدم الغربي 1991–92 (بالإنجليزية: 1991–92 Western Football League)‏ هو موسم من دوري كرة القدم الغربي ‏. فاز فيه Weston-super-Mare A.F.C. ‏.